# クイーンズリング
クイーンズリング (Queens Ring) は、日本の競走馬。主な勝ち鞍は2015年フィリーズレビュー、2016年京都牝馬ステークス、府中牝馬ステークス、エリザベス女王杯。引退レースとなった2017年の有馬記念でも2着に入るなど、距離を問わず安定した活躍を見せた。マンハッタンカフェ産駒としては最多となる賞金4億5102万6000円を獲得している。

## 戦績

### デビュー前
2012年5月25日に北海道千歳市の社台ファームで誕生。共有馬主システム「LEX PRO」から総額600万円（60万円×10口）で募集された。

### 2歳（2014年）
中山競馬場でデビュー。新馬戦は好スタートから4コーナー先頭で2馬身半差の快勝となる。

### 3歳（2015年）
菜の花賞に出走。中団から楽な手応えで直線に向き2着のマキシマムドパリ以下を離し、快勝する。続いて重賞初挑戦となった第49回フィリーズレビューでは、出遅れる格好となったものの直線で鋭い脚で差しきり勝利。これまで3戦とも8枠での出走となっているが全て違う様な位置取りで勝っているため、「脚質に自在性がある」とファンの間で話題となった。そして牝馬クラシック初戦の桜花賞に出走するが、押し出される格好で前につけたレッツゴードンキに離された4着に終わる。続くオークスでも2400mが向かなかったのかミッキークイーンの9着と掲示板を逃す結果となってしまった。
秋初戦はローズステークスから始動。内から好位置で競馬をするものの、ハイペースの影響もあり5着と敗れる。次走の秋華賞では外から伸びてくるもオークス馬ミッキークイーンの2着。初の古馬との対戦となったエリザベス女王杯では主戦のミルコ・デムーロ騎手が騎乗停止だったため、アンドレアシュ・シュタルケ騎手でレース挑んだが、直線で馬群を捌けず8着となった。

### 4歳（2016年）
明け4歳は京都牝馬ステークスから始動。先行して重賞2勝目をあげると、春の古馬牝馬限定戦GIヴィクトリアマイルに挑戦。中団から競馬をするも直線では見せ場なく、ストレイトガールの8着となった。次走は米子ステークスを選択。圧倒的1番人気に支持されたが2着と敗れる。秋初戦となった府中牝馬ステークスで快勝。そして11月13日に行われたエリザベス女王杯ではマリアライト、ミッキークイーンに次ぐ3番人気で出走。スタートで出遅れ中団からやや後方からのレースとなったものの最後の直線で脚を伸ばすと好位から抜け出したシングウィズジョイをゴール前でクビ差捕えて優勝し、G1初制覇を遂げた。
この勝利により陣営は香港カップ出走を決定する。このレースには他にモーリス、エイシンヒカリ、ステファノス、ラブリーデイが出走しており出走馬12頭中5頭が日本馬、上位人気も独占と日本から大きな期待が持たれるレースとなった。クイーンズリングは外枠だった影響もあり。外から競馬を進めるが9着。ライアン・ムーア騎手のアクションに答えるかのように内から抜け出た1番人気のモーリスが勝利という結果となった。

### 5歳（2017年）
帰国後は阪神牝馬ステークスに出走。馬場と落鉄の影響もあったのか15着と大敗した。そしてヴィクトリアマイルでは全馬外目に持ち出そうとする中、内から脚を伸ばして直線に向くも、直線では伸びず後ろにいたアドマイヤリードの6着となった。秋初戦は前年と同様、府中牝馬ステークスから始動したが、スタートがあまり良くなく後ろからの競馬となりクロコスミアの4着と敗れた。連覇がかかったエリザベス女王杯ではクリスチャン・デムーロとのコンビで挑むも7着に終わる。引退レースとなった有馬記念ではクリストフ・ルメールとのコンビで好位の4 - 5番手でレースを進めると直線でしぶとく伸びてキタサンブラックの2着と健闘した。翌2018年1月5日付で競走馬登録を抹消、引退後は社台ファームで繁殖入りする。

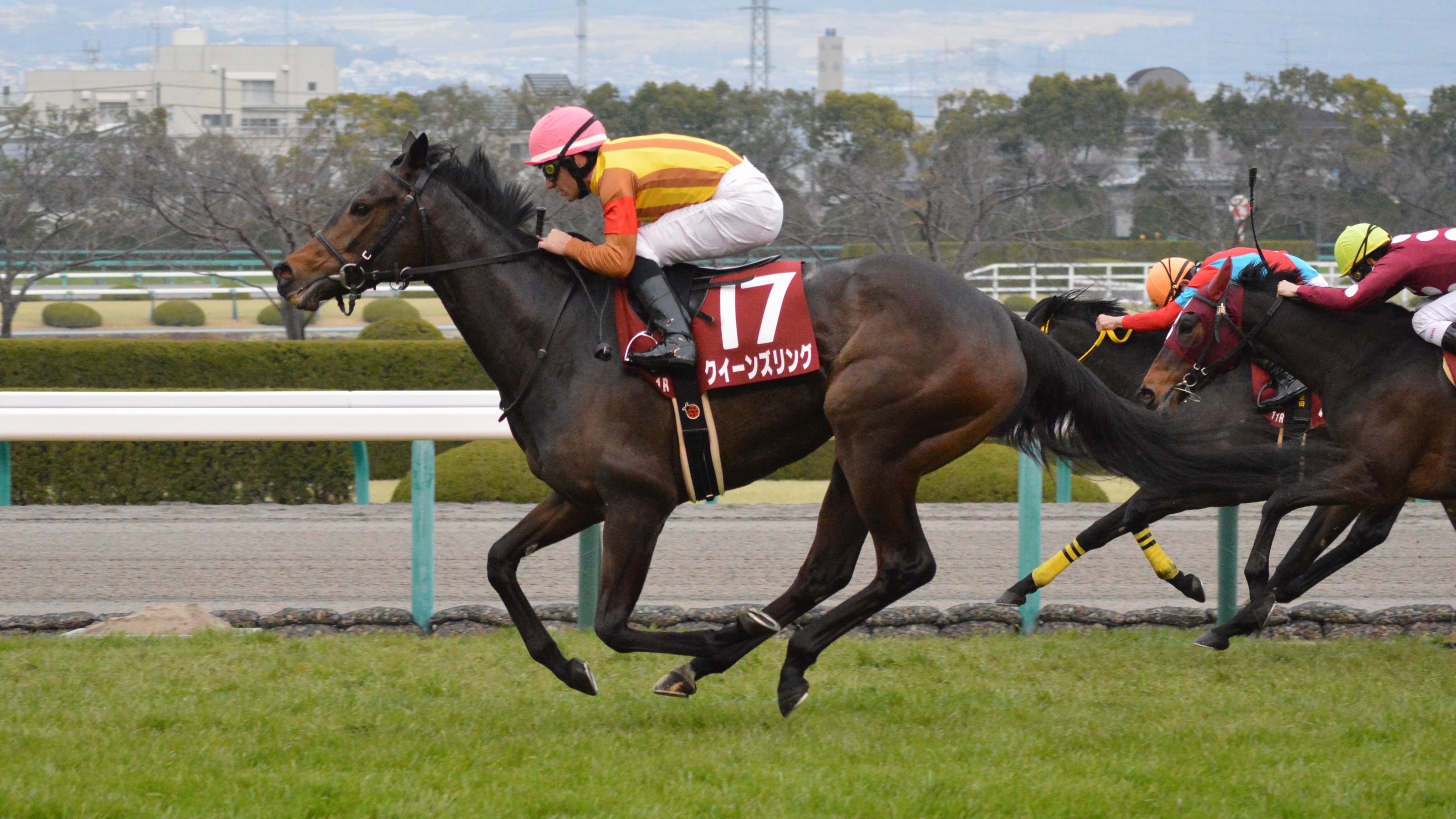
2015年フィリーズレビュー
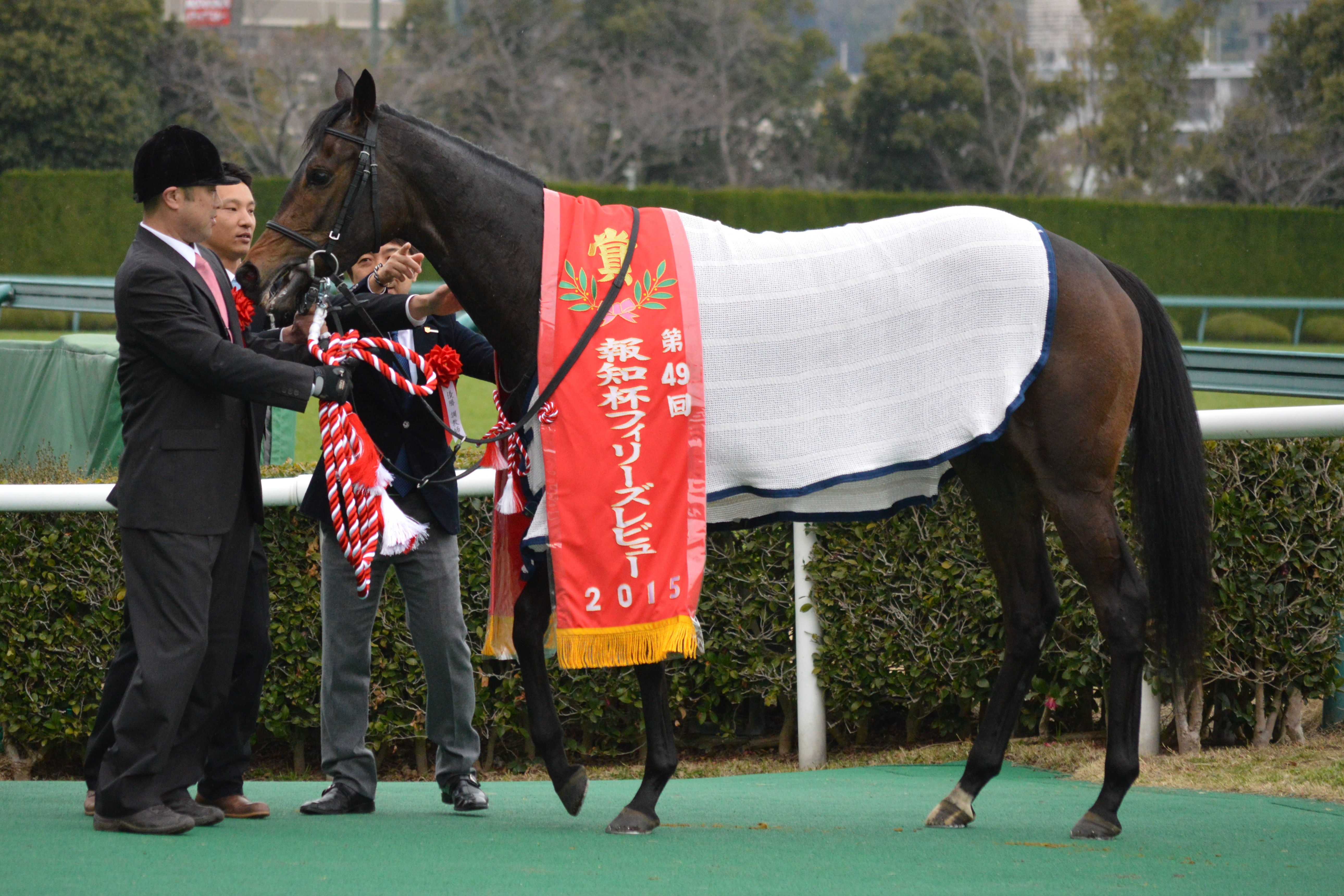
フィリーズレビュー表彰式
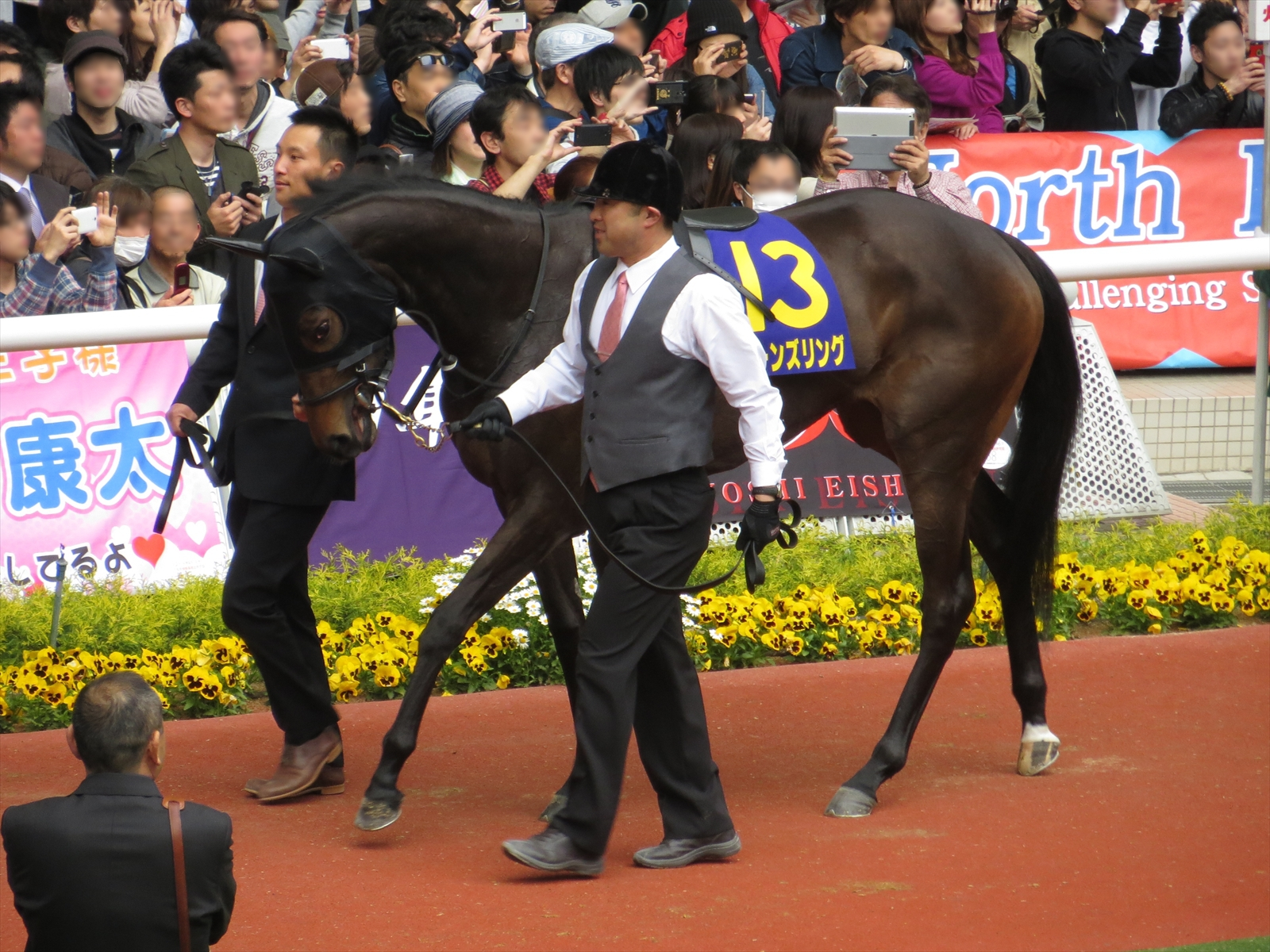
桜花賞
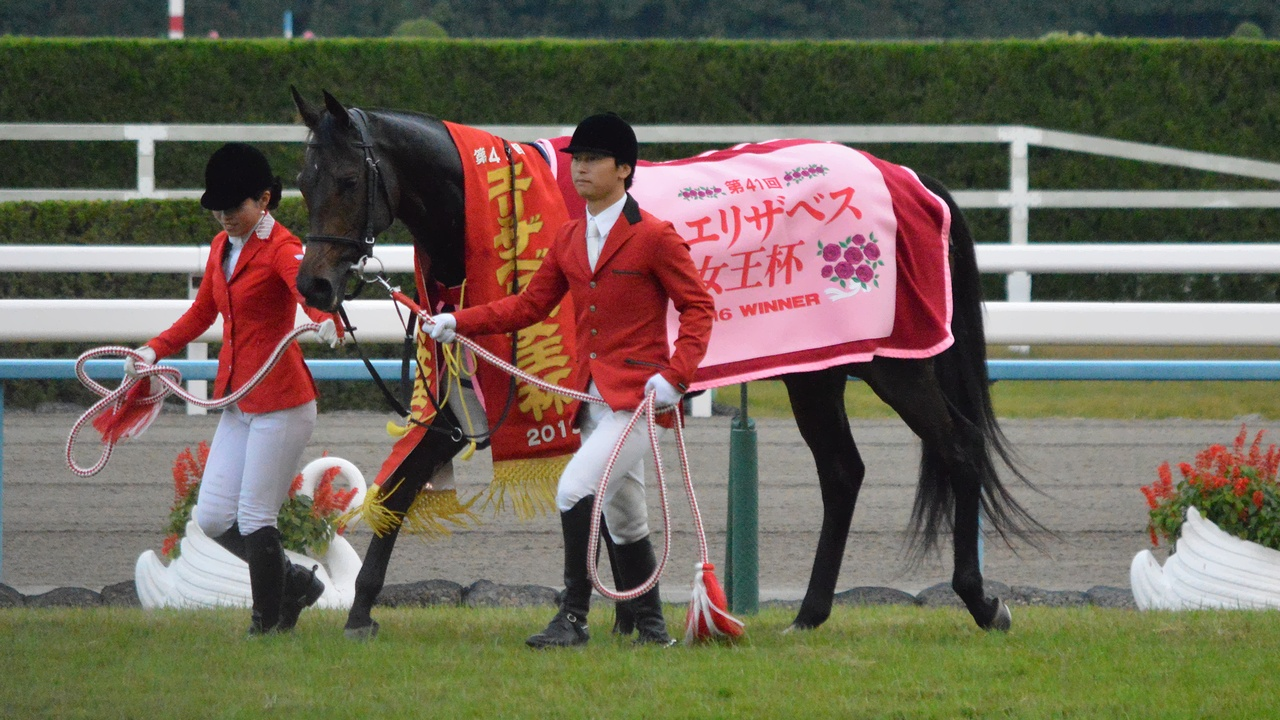
エリザベス女王杯表彰式

## 競走成績
| 競走日     | 競馬場 | 競走名             | 格      | 距離（馬場）  | 頭 数 | 枠 番 | 馬 番 | オッズ （人気） | 着順 | タイム （上り3F） | 着差  | 騎手         | 斤量   | 1着馬（2着馬）         |
| ---------- | ------ | ------------------ | ------- | ------------- | ----- | ----- | ----- | --------------- | ---- | ----------------- | ----- | ------------ | ------ | ---------------------- |
| 2014.12.21 | 中山   | 2歳新馬            |         | 芝1800m（稍） | 13    | 8     | 13    | 007.00（3人）   | 01着 | 01:53.5（34.6）   | -0.4  | G.ブノワ     | 54kg   | （クインズラピス）     |
| 2015.01.17 | 中山   | 菜の花賞           | 500万下 | 芝1600m（良） | 15    | 8     | 15    | 004.40（2人）   | 01着 | 01:34.9（34.6）   | -0.3  | G.ブノワ     | 54kg   | （マキシマムドパリ）   |
| 0000.03.15 | 阪神   | フィリーズレビュー | GII     | 芝1400m（良） | 18    | 8     | 17    | 003.60（1人）   | 01着 | 01:22.5（34.9）   | -0.1  | M.デムーロ   | 54kg   | （ペルフィカ）         |
| 0000.04.12 | 阪神   | 桜花賞             | GI      | 芝1600m（良） | 18    | 7     | 13    | 009.00（3人）   | 04着 | 01:36.8（33.7）   | -0.8  | M.デムーロ   | 55kg   | レッツゴードンキ       |
| 0000.05.24 | 東京   | 優駿牝馬           | GI      | 芝2400m（良） | 17    | 3     | 6     | 009.30（5人）   | 09着 | 02:26.0（34.5）   | -1.0  | M.デムーロ   | 55kg   | ミッキークイーン       |
| 0000.09.20 | 阪神   | ローズS            | GII     | 芝1800m（良） | 17    | 8     | 16    | 010.60（5人）   | 05着 | 01:46.1（35.4）   | -0.9  | M.デムーロ   | 54kg   | タッチングスピーチ     |
| 0000.10.18 | 京都   | 秋華賞             | GI      | 芝2000m（良） | 18    | 5     | 9     | 014.90（5人）   | 02着 | 01:56.9（34.1）   | -0.0  | M.デムーロ   | 55kg   | ミッキークイーン       |
| 0000.11.15 | 京都   | エリザベス女王杯   | GI      | 芝2200m（稍） | 18    | 1     | 2     | 013.20（5人）   | 08着 | 02:15.2（34.7）   | -0.3  | A.シュタルケ | 54kg   | マリアライト           |
| 2016.02.20 | 京都   | 京都牝馬S          | GIII    | 芝1400m（重） | 18    | 7     | 14    | 004.70（1人）   | 01着 | 01:22.9（35.6）   | -0.0  | M.デムーロ   | 56kg   | （マジックタイム）     |
| 0000.05.15 | 東京   | ヴィクトリアM      | GI      | 芝1600m（良） | 18    | 6     | 12    | 010.10（5人）   | 08着 | 01:32.5（34.2）   | -1.0  | M.デムーロ   | 55kg   | ストレイトガール       |
| 0000.06.19 | 阪神   | 米子S              | OP      | 芝1600m（重） | 9     | 3     | 3     | 001.70（1人）   | 02着 | 01:35.2（35.7）   | -0.6  | M.デムーロ   | 55kg   | ケントオー             |
| 0000.10.15 | 東京   | 府中牝馬S          | GII     | 芝1800m（良） | 13    | 8     | 13    | 006.50（3人）   | 01着 | 01:46.6（33.5）   | -0.2  | M.デムーロ   | 54kg   | （マジックタイム）     |
| 0000.11.13 | 京都   | エリザベス女王杯   | GI      | 芝2200m（良） | 15    | 2     | 3     | 006.10（3人）   | 01着 | 02:12.9（33.2）   | -0.0  | M.デムーロ   | 56kg   | （シングウィズジョイ） |
| 0000.12.11 | 沙田   | 香港C              | G1      | 芝2000m（良） | 12    | 11    | 12    | 011.00（4人）   | 09着 | 02.02.08          | -1.13 | M.デムーロ   | 55.5kg | Maurice                |
| 2017.04.08 | 阪神   | 阪神牝馬S          | GII     | 芝1600m（重） | 16    | 2     | 3     | 004.30（2人）   | 15着 | 01:36.5（36.8）   | -2.2  | M.デムーロ   | 56kg   | ミッキークイーン       |
| 0000.05.14 | 東京   | ヴィクトリアM      | GI      | 芝1600m（稍） | 17    | 4     | 8     | 009.40（5人）   | 06着 | 01:34.3（34.1）   | -0.4  | M.デムーロ   | 55kg   | アドマイヤリード       |
| 0000.10.14 | 東京   | 府中牝馬S          | GII     | 芝1800m（稍） | 14    | 3     | 4     | 006.10（3人）   | 04着 | 01:48.4（33.3）   | -0.3  | M.デムーロ   | 56kg   | クロコスミア           |
| 0000.11.12 | 京都   | エリザベス女王杯   | GI      | 芝2200m（良） | 18    | 4     | 7     | 015.10（8人）   | 07着 | 02:14.6（33.9）   | -0.3  | C.デムーロ   | 56kg   | モズカッチャン         |
| 0000.12.24 | 中山   | 有馬記念           | GI      | 芝2500m（良） | 16    | 2     | 3     | 033.10（8人）   | 02着 | 02:33.8（35.1）   | -0.2  | C.ルメール   | 55kg   | キタサンブラック       |

- 出典[12]

## 繁殖成績
|       | 生年 | 馬名                   | 性 | 毛色   | 父                       | 馬主                           | 厩舎           | 戦績           | 出典          |
| ----- | ---- | ---------------------- | -- | ------ | ------------------------ | ------------------------------ | -------------- | -------------- | ------------- |
| 初仔  | 2019 | （血統登録なし）       | 牡 | 鹿毛   | キタサンブラック         |                                |                |                | [ 13 ] [ 14 ] |
| 2番仔 | 2020 | シャザーン             | 牡 | 鹿毛   | ロードカナロア           | 金子真人ホールディングス（株） | 栗東・友道康夫 | 7戦2勝（引退） | [ 15 ]        |
| 3番仔 | 2021 | クイーンズリングの2021 | 牝 | 黒鹿毛 | ロードカナロア           |                                |                |                | [ 16 ]        |
| 4番仔 | 2022 | ウールワース           | 牝 | 栗毛   | ブリックスアンドモルタル | （有）社台レースホース         | 栗東・吉村圭司 | 1戦0勝（現役） | [ 17 ]        |
| 5番仔 | 2023 | フィンガーレイクス     | 牡 | 鹿毛   | ロードカナロア           | （有）社台レースホース         | 栗東・藤原英昭 | （デビュー前） | [ 18 ]        |
| 6番仔 | 2024 | クイーンズリングの2024 | 牡 | 鹿毛   | ロードカナロア           |                                |                |                | [ 19 ]        |

- 2025年4月13日現在

## 血統表
| クイーンズリングの血統                         | クイーンズリングの血統                         | クイーンズリングの血統 | （血統表の出典）     | （血統表の出典） |
| 父系                                           | サンデーサイレンス系                           | サンデーサイレンス系   | サンデーサイレンス系 | [ § 2 ]          |
| 父 マンハッタンカフェ 1998 青鹿毛 北海道千歳市 | 父の父*サンデーサイレンス 1986 青鹿毛 アメリカ | Halo                   | Hail to Reason       | Hail to Reason   |
| 父 マンハッタンカフェ 1998 青鹿毛 北海道千歳市 | 父の父*サンデーサイレンス 1986 青鹿毛 アメリカ | Halo                   | Cosmah               |                  |
| 父 マンハッタンカフェ 1998 青鹿毛 北海道千歳市 | 父の父*サンデーサイレンス 1986 青鹿毛 アメリカ | Wishing Well           | Understanding        | Understanding    |
| 父 マンハッタンカフェ 1998 青鹿毛 北海道千歳市 | 父の父*サンデーサイレンス 1986 青鹿毛 アメリカ | Wishing Well           | Mountain Flower      |                  |
| 父 マンハッタンカフェ 1998 青鹿毛 北海道千歳市 | 父の母*サトルチェンジ 1988 黒鹿毛 アイルランド | Law Society            | Alleged              | Alleged          |
| 父 マンハッタンカフェ 1998 青鹿毛 北海道千歳市 | 父の母*サトルチェンジ 1988 黒鹿毛 アイルランド | Law Society            | Bold Bikini          |                  |
| 父 マンハッタンカフェ 1998 青鹿毛 北海道千歳市 | 父の母*サトルチェンジ 1988 黒鹿毛 アイルランド | Santa Luciana          | Luciano              | Luciano          |
| 父 マンハッタンカフェ 1998 青鹿毛 北海道千歳市 | 父の母*サトルチェンジ 1988 黒鹿毛 アイルランド | Santa Luciana          | Suleika              |                  |
| 母 アクアリング 2005 鹿毛 北海道千歳市         | 母の父Anabaa 1992 鹿毛 アメリカ                | Danzig                 | Northern Dancer      | Northern Dancer  |
| 母 アクアリング 2005 鹿毛 北海道千歳市         | 母の父Anabaa 1992 鹿毛 アメリカ                | Danzig                 | Pas de Nom           |                  |
| 母 アクアリング 2005 鹿毛 北海道千歳市         | 母の父Anabaa 1992 鹿毛 アメリカ                | Balbonella             | *ゲイメセン          | *ゲイメセン      |
| 母 アクアリング 2005 鹿毛 北海道千歳市         | 母の父Anabaa 1992 鹿毛 アメリカ                | Balbonella             | Bamieres             |                  |
| 母 アクアリング 2005 鹿毛 北海道千歳市         | 母の母*シーリング 1990 鹿毛 フランス           | Bering                 | Arctic Tern          | Arctic Tern      |
| 母 アクアリング 2005 鹿毛 北海道千歳市         | 母の母*シーリング 1990 鹿毛 フランス           | Bering                 | Beaune               |                  |
| 母 アクアリング 2005 鹿毛 北海道千歳市         | 母の母*シーリング 1990 鹿毛 フランス           | Blue River             | Riverman             | Riverman         |
| 母 アクアリング 2005 鹿毛 北海道千歳市         | 母の母*シーリング 1990 鹿毛 フランス           | Blue River             | Azurella             |                  |
| 母系(F-No.)                                    | (FN:1-t)                                       | (FN:1-t)               | (FN:1-t)             | [ § 3 ]          |
| 5代内の近親交配                                | Riverman 4･5（母内）                           | Riverman 4･5（母内）   | Riverman 4･5（母内） | [ § 4 ]          |
| 出典                                           | 1. 2. 3. 4.                                    | 1. 2. 3. 4.            | 1. 2. 3. 4.          | 1. 2. 3. 4.      |